# Ochthebius meridionalis
Ochthebius meridionalis är en skalbaggsart som beskrevs av Claudius Rey 1885. Ochthebius meridionalis ingår i släktet Ochthebius och familjen vattenbrynsbaggar. Inga underarter finns listade i Catalogue of Life.